# Le Petit-Abergement
Le Petit-Abergement är en kommun i departementet Ain i regionen Auvergne-Rhône-Alpes i östra Frankrike. Kommunen ligger  i kantonen Brénod som ligger i arrondissementet Nantua. Kommunens areal är 26,95 km². År 2018 hade Le Petit-Abergement 127 invånare.

## Befolkningsutveckling
Antalet invånare i kommunen Le Petit-Abergement
Referens: INSEE